# Friedrich Haase
Friedrich Gottlob Heinrich Christian Haase (ur. 4 stycznia 1808 w Magdeburgu, zm. 16 sierpnia 1867 we Wrocławiu) – niemiecki filolog klasyczny, profesor i rektor uniwersytetu we Wrocławiu.

## Życiorys
W latach 1820–1827 uczył się w gimnazjum w Magdeburgu. W 1827 rozpoczął studia filologiczne na Uniwersytecie w Halle po roku przeniósł się na Uniwersytet w Greifswaldzie kończąc ostatecznie studia zdając egzamin państwowy na Uniwersytecie Berlińskim. Od 1831 roku pracował w Charlottenburgu, a od 1834 na stanowisku adiunkta. Latem 1834 zostało wszczęte śledztwo przeciw niemu za udział w korporacjach studenckich. W 1835 został zawieszony w prawach nauczyciela, po skończonym procesie został skazany na 6 lat więzienia, z którego został zwolniony w 1837 roku. Po powrocie z podróży naukowej do Paryża, gdzie badał rękopisy pisarzy wojennych udał się do Halle i 10 maja 1838 roku obronił pracę doktorską. W 1839 otrzymał propozycję pracy na uniwersytecie we Wrocławiu, gdzie w 1840 roku został profesorem nadzwyczajnym, a w 1846 profesorem zwyczajnym filologii i od 1851 roku profesorem retoryki.
W 1849 roku został deputowanym do Pruskiego Zgromadzenia Narodowego w Berlinie. W latach 1858–1859 był rektorem uniwersytetu. Od 1863 roku był członkiem Bawarskiej Akademii Nauk. Zmarł w wyniku zarażenia tyfusem.